# Meede
Meede bezeichnet in Ostfriesland die mit einer dünnen Schicht Kleiboden bedeckte breite Grasebene zwischen Geest und Marschland. Im Krummhörn bezeichnet man als Meede solche Gebiete, die ausschließlich als Grasland benutzt werden. Die Bezeichnung ist altfriesischen Ursprungs und leitet sich von dem Begriff mēde ab, der Matte oder Wiese bedeutet. Die ostfriesisch-mittelniederdeutsche Bezeichnung mēde bezeichnet dementsprechend Heuland und das Gras, was darauf wächst beziehungsweise eine solche Wiese, die gemäht wird. Im Plural Meeden steht es für einen größeren Landkomplex, der aufgrund seiner sumpfigen Beschaffenheit und niedrigen Lage nahezu ausschließlich zur Heugewinnung dient. Der Name ist heute vielfach Bestandteil von Siedlungsnamen, wie etwa Victorburer Meede, Pewsumer Meede oder An't Meede.